# Marcel Decoster
Marcel Decoster (Desselgem, 22 november 1926 - Torhout, 1 juli 2018) was een Belgisch politicus voor de PVV.

## Levensloop
Decoster was de zoon van Maurice Decoster en Alice Corevits. Hij trouwde in 1977 met Rita Carbonez.
Van beroep was hij handelsvertegenwoordiger. Begin jaren 60 vestigde hij zich te Vladslo, alwaar hij gemeenteraadslid en na de lokale verkiezingen van 1970 burgemeester werd. Na de fusie van Vladslo met Diksmuide in 1976, werd hij gemeenteraadslid in de fusiegemeente. Hij was ook provincieraadslid in West-Vlaanderen van 1974 tot 1978, als opvolger van Gaby Van Der Cruyssen.
Decoster werd in 1978 verkozen in de Senaat als rechtstreeks gekozen senator voor het kiesarrondissement Oostende-Veurne-Diksmuide en vervulde dit mandaat tot in 1985. In 1985 werd hij verkozen in de Kamer van volksvertegenwoordigers voor hetzelfde arrondissement. Hij behield dit mandaat tot in 1991. In de periode januari 1979 tot oktober 1980 zetelde hij als gevolg van het toen bestaande dubbelmandaat ook in de Cultuurraad voor de Nederlandse Cultuurgemeenschap. Vanaf 21 oktober 1980 tot november 1991 was hij lid van de Vlaamse Raad.
De uitvaartplechtigheid vond plaats in de Sint-Martinuskerk te Vladslo. Hij werd bijgeplaatst in de familiegrafkelder.